# Max Hegewald
Max Hegewald (Berlino, 20 agosto 1991) è un attore e regista tedesco.

## Biografia
Max Hegewald è nato a Berlino il 20 agosto 1991.
Ha esordito come attore nel 2008 in un episodio della serie televisiva Rosa Roth. Tra le altre serie da lui interpretate sono da ricordare Polizeiruf 110, Colpevoli, Squadra omicidi Istanbul, Weissensee, Squadra Speciale Colonia, Soko 5113, Squadra Speciale Stoccarda, Squadra speciale Lipsia, Morden im Norden, Grani di pepe, Ultima traccia Berlino, Hamburg Distretto 21.
Sul grande schermo ha recitato in alcuni film, tra cui Résiste - Aufstand der Praktikanten (2009), Les llunes de Galileu (2011), Scherbenpark (2013), Und morgen mittag bin ich tot (2013) e Am Tag die Sterne (2017).
Nella primavera del 2021 è stato tra i 185 attori e attrici tedeschi, appartenenti alla comunità LGBTQ+ ad aver aderito al manifesto #ActOut con il quale hanno fatto coming out sulle pagine del quotidiano Süddeutsche Zeitung.

## Filmografia

### Attore

#### Cinema
- Résiste - Aufstand der Praktikanten, regia di Jonas Grosch (2009)
- Philipp, regia di Fabian Möhrke - cortometraggio (2010)
- Les llunes de Galileu, regia di Quimu Casalprim (2011)
- Mia und der Minotaurus, regia di Florian Schnell - cortometraggio (2012)
- Vatertage - Opa über Nacht, regia di Ingo Rasper (2012)
- Scherbenpark, regia di Bettina Blümner (2013)
- Und morgen mittag bin ich tot, regia di Frederik Steiner (2013)
- Obst & Gemüse, regia di Duc Ngo Ngoc - cortometraggio (2017)
- Am Tag die Sterne, regia di Simon Schneckenburger (2017)
- Ouroboros, regia di Tim Domsky - cortometraggio (2020)

#### Televisione
- Rosa Roth – serie TV, 1 episodio (2008)
- Keine Angst, regia di Aelrun Goette – film TV (2009)
- Kommissarin Lucas – serie TV, 1 episodio (2010)
- Der Mauerschütze, regia di Jan Ruzicka – film TV (2010)
- Ein starkes Team – serie TV, 1 episodio (2011)
- Il commissario Lanz (Die Chefin) – serie TV, 1 episodio (2012)
- Arnes Nachlass, regia di Thorsten Schmidt – film TV (2013)
- Doc Meets Dorf – serie TV, 1 episodio (2013)
- Polizeiruf 110 – serie TV, 1 episodio (2013)
- Wenn es am schönsten ist, regia di Johannes Fabrick – film TV (2013)
- Mord am Höllengrund, regia di Maris Pfeiffer – film TV (2014)
- Zu mir oder zu Dir?, regia di Ingo Rasper – film TV (2014)
- Colpevoli (Schuld nach Ferdinand von Schirach) – serie TV, 1 episodio (2015)
- Il bambino nella valigia (Nackt unter Wölfen), regia di Philipp Kadelbach – film TV (2015)
- Squadra omicidi Istanbul (Mordkommission Istanbul) – serie TV, 1 episodio (2015)
- Weissensee – serie TV, 6 episodi (2013-2015)
- Shakespeares letzte Runde, regia di Akiz – film TV (2016)
- Die Kinder meines Bruders, regia di Ingo Rasper – film TV (2016)
- In aller Freundschaft - Die jungen Ärzte – serie TV, 1 episodio (2016)
- Squadra Speciale Colonia (SOKO Köln) – serie TV, 1 episodio (2017)
- Soko 5113 (SOKO München) – serie TV, 1 episodio (2017)
- Katie Fforde – serie TV, 1 episodio (2017)
- Squadra Speciale Stoccarda (SOKO Stuttgart) – serie TV, 1 episodio (2017)
- Squadra speciale Lipsia (SOKO Leipzig) – serie TV, 1 episodio (2017)
- WaPo Bodensee – serie TV, 1 episodio (2018)
- 14º Distretto (Großstadtrevier) – serie TV, 1 episodio (2018)
- Der Prag-Krimi – serie TV, 1 episodio (2018)
- Extraklasse, regia di Matthias Tiefenbacher – film TV (2018)
- Terra X - Rätsel alter Weltkulturen – serie TV documentaristica, 1 episodio (2019)
- Meine Nachbarn mit dem dicken Hund, regia di Ingo Rasper – film TV (2019)
- Morden im Norden – serie TV, 1 episodio (2019)
- Grani di pepe (Die Pfefferkörner) – serie TV, 1 episodio (2019)
- Ultima traccia Berlino (Letzte Spur Berlin) – serie TV, 2 episodi (2012-2020)
- Bettys Diagnose – serie TV, 1 episodio (2020)
- SOKO Potsdam – serie TV, 1 episodio (2021)
- Hamburg Distretto 21 (Notruf Hafenkante) – serie TV, 2 episodi (2017-2021)
- Extraklasse 2+, regia di Matthias Tiefenbacher – film TV (2021)

#### Regista
- Nachtschattengewächse - cortometraggio (2014)
- Schnee essen - cortometraggio (2016)
- Luft - cortometraggio (2019)

## Riconoscimenti
- 2011 – Golden Camera
  - Curt Jürgens Memorial Camera

- 2012 – New Faces Awards[3]
  - Nomination Miglior attore per Der Mauerschütze

- 2014 – Günter Strack TV Award
  - Miglior giovane attore per Arnes Nachlass

- 2015 – Jupiter Award[4]
  - Nomination Miglior attore televisivo tedesco per Wenn es am schönsten ist